# Сентоку, Арихиро
Арихиро Сентоку (яп. 千徳 有寛; род. 9 декабря 1998 года, Фукуока) — японский футболист, полузащитник узбекского клуба «АГМК».

## Карьера
Воспитанник школы Сетоути (Хиросима). В июле 2017 года стал игроком черногорского клуба «Ком», дебютировал в матче второго дивизиона против клуба «Сутьеска». 14 сентября 2019 года забил свой дебютный гол за клуб против «Искра (Даниловград)».
В августе 2020 года перешёл в клуб «Подгорица», дебютировал в матче первого тура против «Младост Подгорица». 29 августа забил дебютный гол в ворота «Будучность».
В июле 2020 года стал игроком клуба «Вождовац», дебютировал матче Сербского Суперлиги против «Нови Пазар».